# Felipe Augusto (cầu thủ bóng đá, sinh 1993)
Felipe Augusto de Abreu, hay Felipe Augusto hay Felipe Abreu (sinh ngày 31 tháng 8 năm 1993) là một cầu thủ bóng đá người Brasil thi đấu cho Vizela.

## Sự nghiệp câu lạc bộ
Anh ra mắt chuyên nghiệp tại Giải bóng đá hạng nhất quốc gia Bồ Đào Nha cho Vizela vào ngày 6 tháng 8 năm 2016 trong trận đấu trước Académico de Viseu.